# سیمپلکتیت

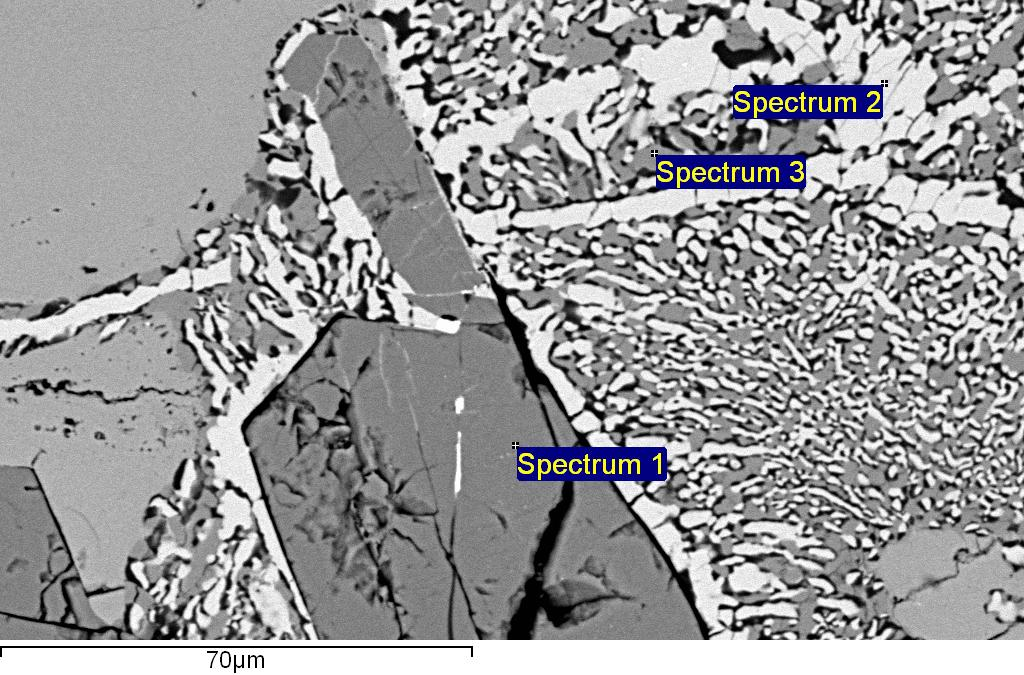
تصویر میکروسکوپی یک سیمپلکتیت فایلایت-پیروکسن

بافت سیمپلکتیت (به انگلیسی: Symplectite) از دیگر بافت‌های تداخلی است که در آن یکی از کانی‌های تداخلی حالت کرمی شکل (vermicular) به خود می‌گیرد.